# كارل مولر (موسيقي)
كارل مولر (بالإنجليزية: Karl Mueller)‏ هو موسيقي أمريكي، ولد في 27 يوليو 1963 في منيابولس في الولايات المتحدة، وتوفي بنفس المكان في 17 يونيو 2005 بسبب سرطان المريء.

## وصلات خارجية
- كارل مولر على موقع ميوزك برينز (الإنجليزية)
- كارل مولر على موقع ديسكوغز (الإنجليزية)